# Сбалансированность бюджета
Сбалансированность бюджета (балансировка бюджета, составление сбалансированного бюджета; англ. balanced budget) — принцип формирования и исполнения бюджета, состоящий в количественном соответствии (равновесии) расходов источникам их финансирования.

## Определение
Согласно «Финансово-кредитному энциклопедическому словарю» сбалансированность бюджета — это один из принципов формирования и исполнения бюджета, состоящий в количественном соответствии (равновесии) бюджетных расходов источникам их финансирования. Принцип, при котором достигается равенство между суммарной величиной бюджетных поступлений (доходов бюджета) и объёмом производимых расходов. Соответственно, отсутствие бюджетного равновесия порождает несбалансированность:
- когда бюджетные расходы превышают бюджетные поступления (образуется дефицит бюджета), а значит бюджет в принципе не исполним;
- когда бюджетные поступления превышают бюджетные расходы (образуется профицит бюджета), а значит снижается общая эффективность использования бюджетных средств.

Ряд экономистов определяют составление сбалансированного бюджета как процесс поиска оптимального соотношения между различными финансовыми показателями, которые управляются с помощью изменений характеристик операционных бюджетов. Не только с помощью показателя рентабельности или величиной денежного потока: первое грозит кассовыми разрывами и постоянным дефицитом денежных средств, второе — отсутствием реальной прибыли при видимом наличии свободных денежных средств.
Некоторые экономисты определяют сбалансированный бюджет как бюджет, в котором общие расходы равны общим доходам.
Согласно Бюджетному кодексу РФ принцип сбалансированности бюджета означает, что объём предусмотренных бюджетом расходов должен соответствовать суммарному объёму доходов бюджета и поступлений источников финансирования его дефицита, уменьшенных на суммы выплат из бюджета, связанных с источниками финансирования дефицита бюджета и изменением остатков на счетах по учёту средств бюджетов.

## Критерии балансировки бюджета
Сбалансированный бюджет обладает следующими характеристиками:
- бюджет движения денежных средств является бездефицитным (приход покрывает расход, инвестиционные расходы погашаются кредитами и займами, обеспечивается резерв ликвидности (на покрытие незапланированных платежей и на случай непредвиденных задержек в поступлениях));
- рентабельность собственного капитала удовлетворяет требованиям собственников;
- финансовые показатели соответствуют целям.

## Инструменты балансировки
В качестве основных инструментов балансировки бюджета используются:
- косвенный бюджет движения денежных средств;
- уравнение Дюпон;
- матрица Мобли[4].

## Методы составления и исполнения сбалансированного бюджета
В процессе бюджетирования используются следующие способы балансировки бюджета:
- сокращение предполагаемых расходов путём уменьшения объёма или стоимости закупаемых материалов и услуг, с тем чтобы они не превышали предполагаемых доходов;
- увеличение доходов за счёт повышения цен или количества продаж;
- использование различных форм заимствований.

К методам составления сбалансированного бюджета относятся:
- лимитирование расходов с учётом доходов;
- совершенствование механизма распределения доходов между бюджетами разных уровней;
- выявление резервов роста доходов;
- построение эффективной системы бюджетного регулирования;
- планирование направлений расходов, положительно воздействующих на рост доходов и одновременно обеспечивающих решение задач при минимальных затратах и с максимальным эффектом;
- жесткая экономия расходов путем исключения из их состава лишних затрат, не обусловленной крайней необходимостью;
- различные формы заимствования, способные обеспечить реальные поступления денежных средств с финансовых рынков.

К методам исполнения сбалансированного бюджета относятся:
- введение процедуры согласования бюджетных расходов;
- строгое соблюдение установленных лимитов бюджетных расходов, ориентированных на фактически поступающие доходы;
- определение оптимальных сроков осуществления расходов;
- использование механизма сокращения и блокировки расходов бюджета;
- совершенствование системы финансирования на основе постепенного прекращения дотирования и введение ответственности за выполнение взятых обязательств;
- мобилизация резервов роста бюджетных доходов;
- последовательное проведение финансового контроля за целевым, экономным и эффективным расходованием бюджетных средств;
- проведение межбюджетного финансирования;
- использование бюджетных резервов;
- и другие.

## Сбалансированность государственного бюджета

### США
В Соединённых Штатах существует крупное движение за финансовый консерватизм, которое выступает за необходимость сохранения сбалансированного бюджета. В каждом штате, кроме Вермонта, есть правовая норма, предусматривающая некоторую форму запрета на дефицитный бюджет, а штат Орегон запрещает профицит бюджета, превышающий 2% доходов. Билль о правах налогоплательщиков Колорадо (поправка TABOR) также запрещает профицит бюджета и в случае, если такая ситуацию всё-таки случается, Билль обязывает выплату возмещения налогоплательщикам.

### Швеция
Шведское правительство в последней четверти XX века обратилось за множеством займов как в государственном, так и в частном секторе, что привело к банковскому кризису в стране в начале 1990-х годов. Под влиянием ряда докладов о возможных будущих демографических проблемах, в шведском обществе сложился широкий политический консенсус в отношении осторожности в планировании бюджета. В 2000 году это нашло отражение в законе, в котором ставилась цель профицита в 2%, что должно было способствовать погашению государственного долга и достижению долгосрочных целей государства всеобщего благосостояния. Позднее профицит был снижен до 1%.

### Великобритания
В 2015 году канцлер казначейства Джордж Осборн объявил, что намерен инициировать принятие закона, согласно которому правительство должно будет обеспечивать профицит бюджета, если экономика растёт. Раскритиковали это предложение учёные-экономисты во главе с профессором Кембриджского университета Ха-Джуном Чангом, который сказал, что канцлер закрывал глаза на проблемы экономики XXI века, которые требовали от правительств сохранять гибкость и реагировать на меняющиеся глобальные события.
С 1980 года было только шесть лет с профицитным бюджетом: дважды при консерваторе Джоне Мейджоре, который был канцлером казначейства в 1988 и 1989 годах, и ещё четыре раза в 1998, 1999, 2000 и 2001 годах, когда канцлером был лейборист Гордон Браун.